# Кравченко Юрій Олександрович
 Ю́рій Олекса́ндрович Кра́вченко (12 травня 1979 , Лозова, Харківська область, Українська РСР, СРСР ) — український архітектор.

## Біографія
Народився 12 травня 1979 року в місті Лозова, тепер Харківська область, Україна. У 1997–2003 роках навчався у Придніпровській державній академії будівництва та архітектури на архітектурному факультеті.
З 2003 по 2006 рік — архітектор першої категорії, архітектор Державного підприємства «Проектний інститут „Укрметротунельпроект“» (до березня 1991 року — Проектний інститут «Київметропроект» — Київська філія Проектно-вишукувального інституту «Метрогіпротранс»; до 1994 року — Державний проектно-вишукувальний інститут «Київметропроект»).

## Творчій доробок
Архітектор — автор проєктів станцій Київського метрополітену (у складі авторських колективів):
- «Сирець» (2004, спільно з архітекторами Тамарою Целіковською, Валерієм Гнєвишевим, Олексієм Нашивочніковим, Катериною Бадяєвою).
- «Червоний хутір» (2007, спільно з архітекторами Тамарою Целіковською, Валерієм Гнєвишевим, Катериною Бадяєвою, Андрієм Юхновським).
- «Васильківська» (2010, спільно з архітекторами Валерієм Гнєвишевим, Тамарою Целіковською, Євгеном Плащенком, Олексієм Нашивочніковим).
- «Виставковий центр» (2011, спільно з архітекторами Валерієм Гнєвишевим, Тамарою Целіковською, Олексієм Нашивочніковим, Андрієм Юхновським, Євгеном Плащенком та Олександром Панченком).

## Зображення

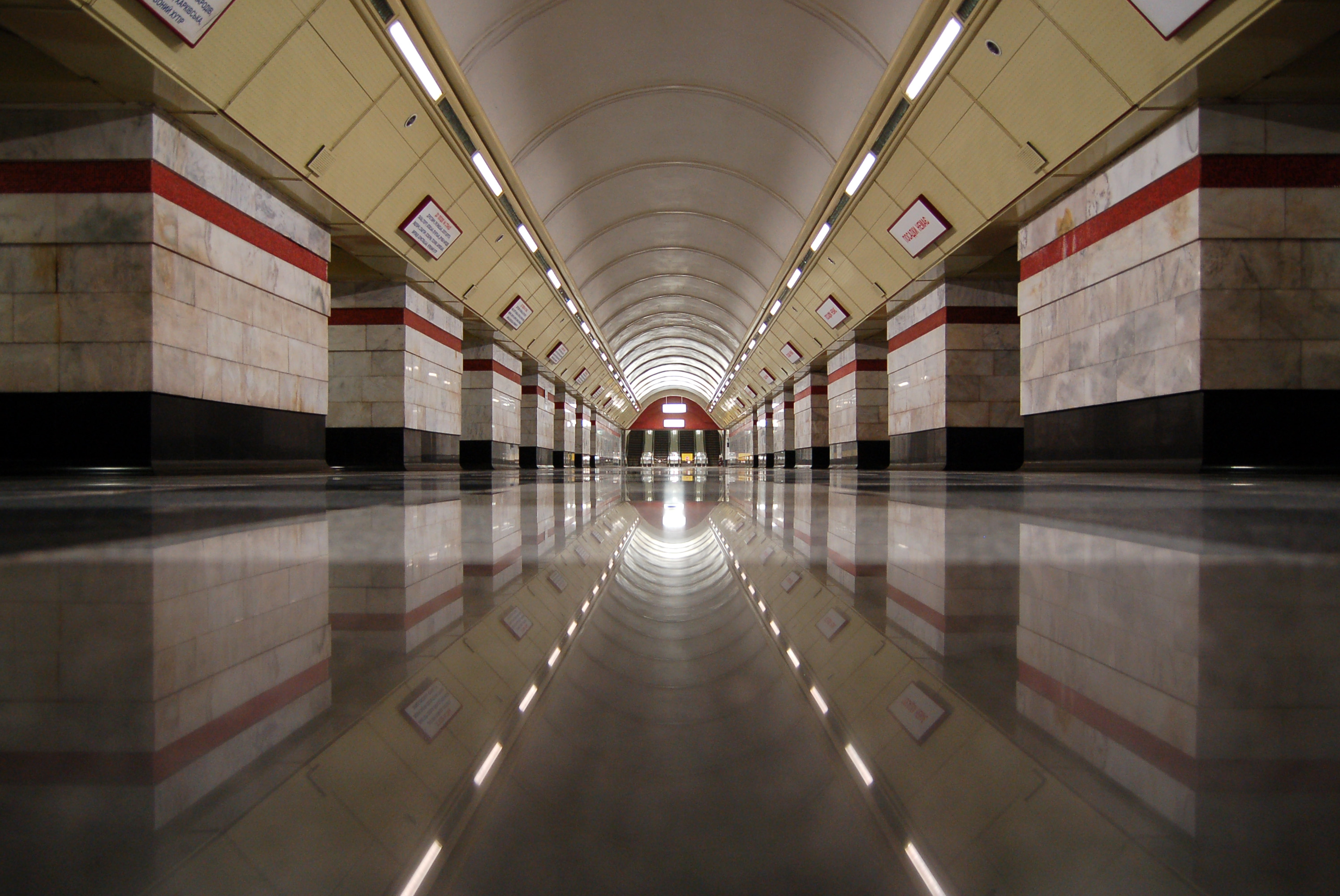
Станція метро «Сирець»
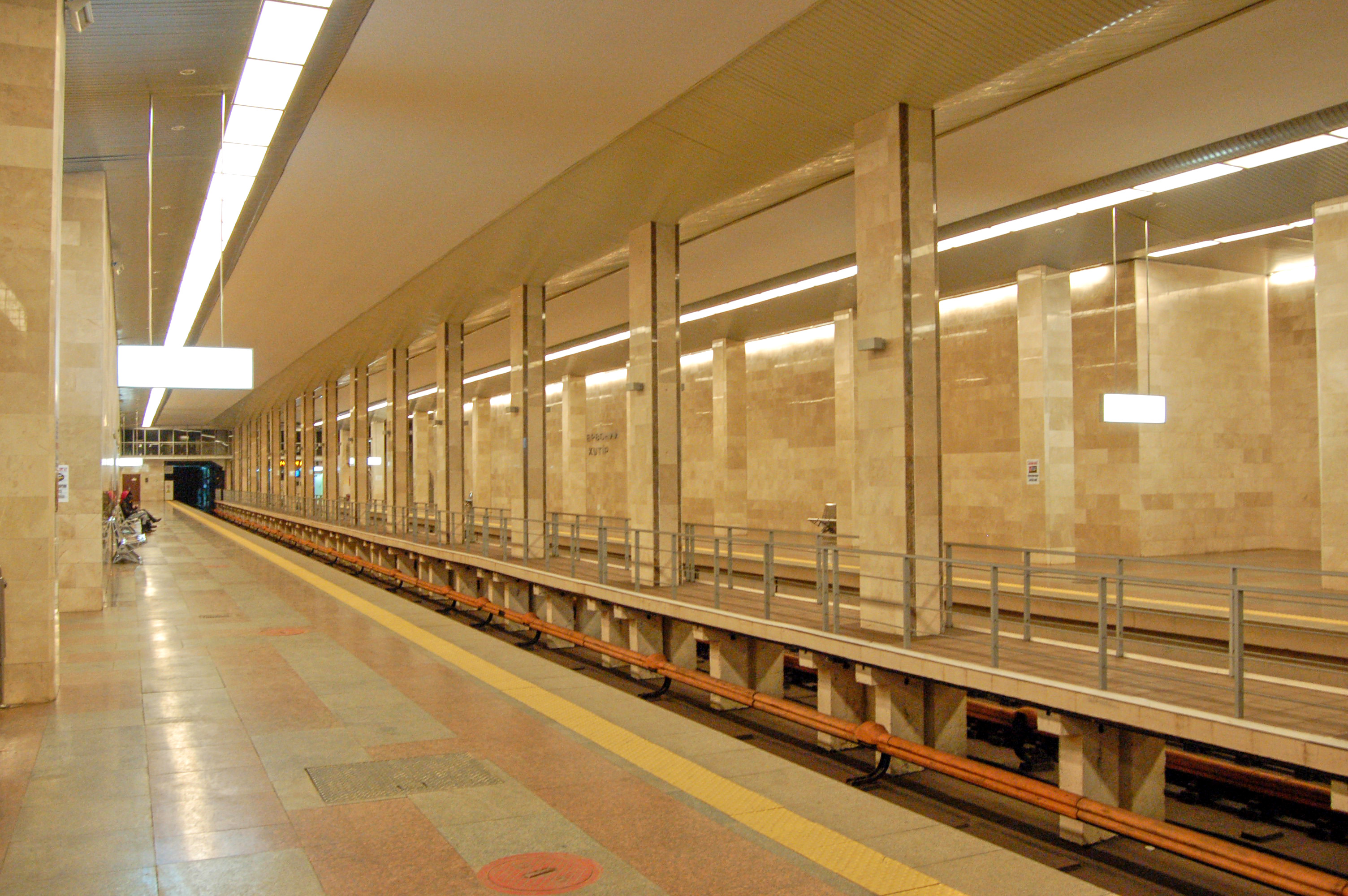
Станція метро «Червоний хутір»
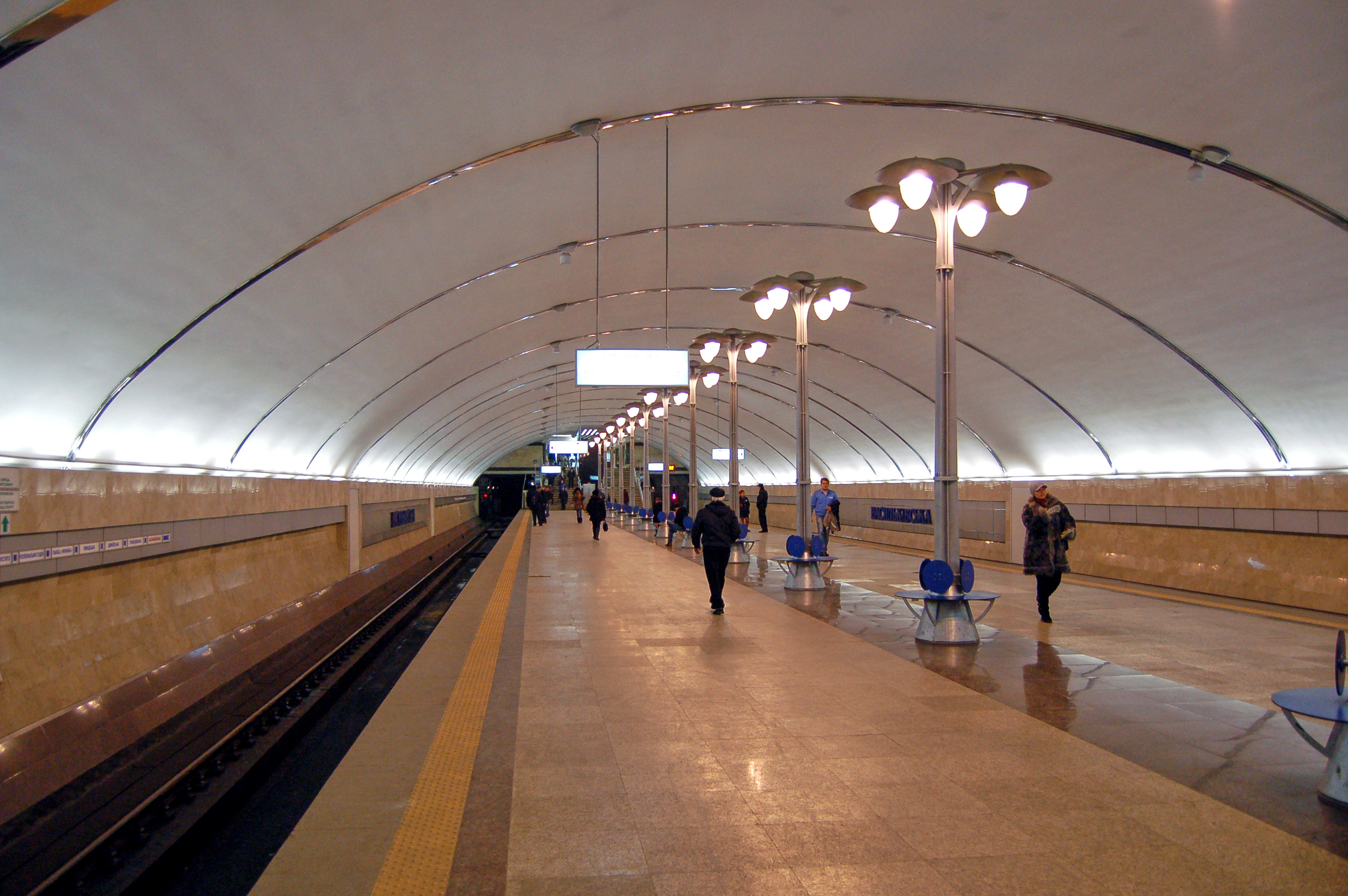
Станція метро «Васильківська»
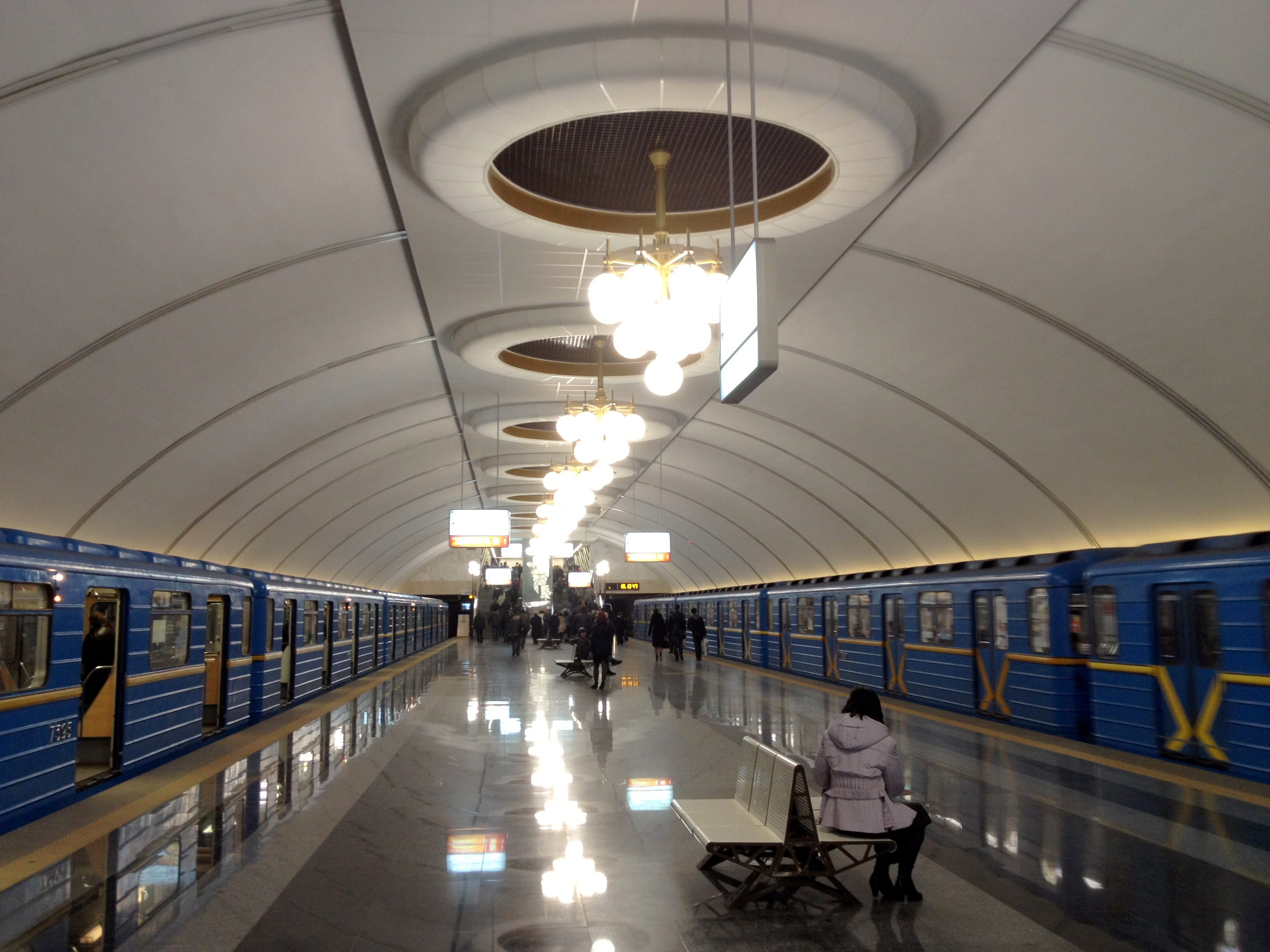
Станція метро «Виставковий центр»